# Marc Chagall
Marc Chagall (vlastním jménem Мойшe Хацкелевич Шагал, Mojše Chackelevič Šagal, později i Марк Захарович Шагалoв, Mark Zacharovič Šagalov, 24. červnajul./ 6. července 1887greg. Ljosna u Vitebska, Ruské impérium, dnes Bělorusko – 28. března 1985, Saint-Paul-de-Vence, Francie) byl běloruský, ruský a francouzský malíř židovského původu. Měl vlastní umělecký styl skládající se z expresionismu, symbolismu a kubismu. Někdy je zařazován mezi surrealisty.

## Život
Narodil se v rodině židovského venkovského obchodníka se zemědělskými produkty jako nejstarší z devíti dětí. Dětství prožil sice v chudobě, ale šťastně a vzpomínky na ně se prolínají celým jeho dílem.
V letech 1898–1905 studoval na Prvním vitebském čtyřletém učilišti. Získal tradiční židovské vzdělání ve staroruštině, učil se talmud a tóru. Jeho prvním učitelem malby byl kolem roku 1906 vitebský umělec Jehuda Pen. O několik měsíců později, v roce 1907, se přestěhoval do Petrohradu. Zde studoval v Kreslířské škole Společnosti umění, vedené malířem Nikolajem Rerichem, pro svůj talent byl přijat rovnou do třetího ročníku. Setkával se zde s umělci různých směrů. V letech 1908–1910 studoval u Léona Baksta a studium si prodloužil ještě na léta 1910–1911 u Jelizavety Nikolajevny Zvancevové (1864–1921).
Toto období nebylo lehké – Židé mohli přebývat v Petrohradu pouze na povolení a on sám byl dokonce krátce vězněn. V Petrohradu zůstal až do roku 1910. Pravidelně se však vracel do své rodné vsi, kde se v roce 1909 setkal se svou budoucí manželkou, Bellou Rosenfeldovou.
V té době se mu podařilo prosadit se jako umělec, odešel do Paříže, aby byl blíže komunitě umělců na Montparnassu. Přátelil se s Guillaumem Apollinairem, spolupracoval s fauvisty. V roce 1914 se vrátil do Vitebsku a do roka se oženil se svou snoubenkou Bellou. V roce 1916 se novomanželům narodila dcera Ida.
Aktivně se účastnil Říjnové revoluce v roce 1917. Sovětské ministerstvo kultury jej jmenovalo pověřencem pro umění ve Vitebské gubernii; založil zde střední uměleckou školu. Avšak politicky si za socialistického režimu příliš dobře nevedl. V roce 1920 se s manželkou přestěhovali do Moskvy, v roce 1923 se vrátil zpět do Paříže. V té době vydal paměti v jazyce jidiš, původně napsané v ruštině a přeložené Bellou do francouzštiny. V jidiš psal i různé články a poezii, které vycházely především v novinách. V roce 1937 se stal francouzským občanem.
Když během druhé světové války okupovali nacisté Francii a začali deportovat Židy, Paříž opustil. Ukryli se s manželkou v Marseille a poté za pomoci amerického novináře Variana Frye uprchli z Francie přes Španělsko a Portugalsko, aby se v roce 1941 usadili ve Spojených státech amerických, kde žili až do roku 1948.
2. září 1944 po nemoci zemřela jeho žena Bella, jeho souputnice životem a inspirace mnohých maleb. O dva roky později se vrátil do Evropy. Do roku 1949 pobýval v Provence a téhož roku se podílel na vzniku nevládního antifašistického hnutí.
Z deprese, která jej tou dobou skličovala, mu pomohlo seznámení s Virginií Haggardovou, s níž žil a měl syna, a zakázky na divadelní scény a kostýmy, které jejím prostřednictvím dostával. V těchto radostných letech se vrátil k jasným pastelovým barvám a uvolněné kompozici. Díla z tohoto období se tematicky věnují lásce a radosti ze života, s postavami tvarovanými do rozvlněných křivek. Začal se rovněž věnovat sochařství, keramice a sklomalbě.
V roce 1952 se znovu oženil – s Valentinou Brodskou. Několikrát pobýval v Řecku i ve střední Evropě. Vytvořil návrhy biblického cyklu pro chrámová okna kostela sv. Štěpána v Mohuči. V roce 1957 navštívil Izrael. Zde v roce 1960 vytvořil barevná okna pro jeruzalémskou synagogu při nemocnici Hadassah Ein Kerem.
Zemřel ve věku 97 let ve Francii, v Saint-Paul de Vence; je pochován na tamním hřbitově. Jeho hrob se nachází v nejzápadnější řadě od vstupní branky.

## Dílo
Jeho dílo bylo ovlivněno jednak dětskými a jednak židovsko-ruskými mytickými a náboženskými představami. Inspiroval se také životem běloruského lidu. V šedesátých a sedmdesátých letech se pustil do rozsáhlých projektů spojených s výzdobou veřejných institucí i náboženských staveb.
Jeho dílo je možno zařadit hned do několika kategorií moderního umění. V Paříži před první světovou válkou byl členem avantgardních uměleckých hnutí. Jeho pojetí se však těmto směrům, jako kubismus a fauvismus, vždy poněkud vymykalo. Úzce spolupracoval s tzv. pařížskou školou a jejími představiteli, včetně Amedea Modiglianiho.
Jeho obrazy překypují vzpomínkami na dětství a velice živými barvami. Chagall sám sebe (někdy společně se svou ženou) stylizoval do role pozorovatele, který se dívá na svět skrz okno z barevného skla.

### Knižní ilustrace
Dělal ilustrace k mnoha knihám, ze nejzdařilejší bývají považovány ilustrace Gogolových Mrtvých duší (Paříž 1923–1927), La Fontainových Bajek (Paříž 1927–1936) a Bible (Paříž 1931–1936).

### Nejznámější díla

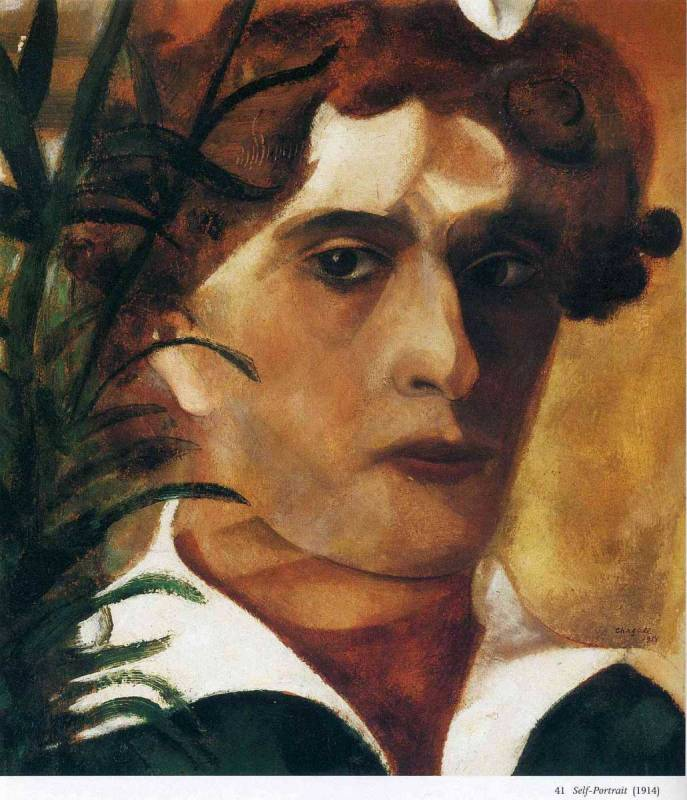
Autoportrét (1914)

- Mladá žena na lehátku, 1907, soukromá sbírka
- Svatba, 1910
- Já a vesnice, 1911, Muzeum moderního umění v New Yorku
- Houslista, 1911–1914, Kunstsammlung NRW, Düsseldorf
- Adam a Eva, 1912
- Narozeniny, 1915
- Zelený houslista, 1923–1924, Guggenheimovo muzeum, New York
- Ženský akrobat, 1930, Národní muzeum moderního umění, Paříž
- Samota, 1933, Telavivské muzeum umění
- Sen o letním slunovratu, 1939
- Kolem ní, 1945
- Svatební svícen, 1945
- Milovníci na rudém nebi, 1950
- Král David, 1961
- Zelená noc, 1952
- Exodus, 1952–1966
- Bastila, 1953
- Most na Séně, 1954, Hamburger Kunsthalle
- Přechod přes rudé moře, 1955
- Autoportrét, 1959–1960
- Válka, 1964–1966, Dům umění Curych
- Job, 1975
- Biblické poselství (17 obrazů), Musée National Marc Chagall, Nice
- Žlutý osel, 1979
- Velká přehlídka, 1979–1980, Pierre Matisse Gallery, New York

### Malby na okna
Několikrát přijal zakázku na malování na okna. Veškeré malby tohoto typu byly církevní zakázky a jednalo se o biblické výjevy. Jejich provedení je odborníky považováno za velice kvalitní.

### Nástěnné malby
Nejvíce se proslavil nástěnnými malbami v Metropolitní opeře v New Yorku a v Opeře v Paříži.